# Eriopyga epipsilina
Eriopyga epipsilina är en fjärilsart som beskrevs av Max Wilhelm Karl Draudt 1924. Eriopyga epipsilina ingår i släktet Eriopyga och familjen nattflyn. Inga underarter finns listade i Catalogue of Life.